# Sula (Montana)
Sula es un lugar designado por el censo ubicado en el condado de Ravalli en el estado estadounidense de Montana. En el Censo de 2010 tenía una población de 37 habitantes y una densidad poblacional de 4,32 personas por km².

## Geografía
Sula se encuentra ubicado en las coordenadas 45°50′46″N 113°57′27″O / 45.84611, -113.95750. Según la Oficina del Censo de los Estados Unidos, Sula tiene una superficie total de 8.57 km², de la cual 8.47 km² corresponden a tierra firme y (1.09%) 0.09 km² es agua.

## Demografía
Según el censo de 2010, había 37 personas residiendo en Sula. La densidad de población era de 4,32 hab./km². De los 37 habitantes, Sula estaba compuesto por el 94.59% blancos, el 0% eran afroamericanos, el 2.7% eran amerindios, el 0% eran asiáticos, el 0% eran isleños del Pacífico, el 0% eran de otras razas y el 2.7% pertenecían a dos o más razas. Del total de la población el 0% eran hispanos o latinos de cualquier raza.